# 海伦娜·博纳姆·卡特
海倫娜·寶咸·卡達，CBE（英語：Helena Bonham Carter，1966年5月26日—）是一名英國女演員。她以大片和獨立電影（尤其是時代劇）中的角色聞名。她曾獲得不同的獎項與提名，包括英國電影學院獎和國際艾美獎，還有奧斯卡金像獎、英國電影學院獎、黃金時段艾美獎、金球獎和美國演員工會獎的提名與入圍。其演繹的方式獲得影評人及觀眾的注目，電視演出方面亦獲得艾美獎的肯定。
寶咸·卡達憑著1985年的《翡冷翠之戀》中飾演的露西·霍尼徹奇，以及1986年《夢斷英倫》中的主角而聲名鵲起。她早期的角色把她塑造為一朵處女的英國玫瑰，然而這個標籤讓她感到不舒服。她以古怪時尚與黑暗美學，以及經常扮演古怪的女人而聞名。她於1997年電影《三顆翼動的心》裡的凱特·克羅伊一角而獲得第70屆奧斯卡金像獎的提名與入圍，並憑著2010年的《皇上無話兒》中的伊利沙伯皇太后而獲得了英國電影學院獎最佳女配角，並獲提名至奧斯卡最佳女配角獎。她的其他電影作品包括1990年的《王子復仇記》、1992年的《此情可問天》、1994年的《瑪麗雪萊之科學怪人》、1995年的《無敵愛美神》、1999年的《搏擊會》、2005年的《超級無敵掌門狗之世紀大騙兔》、2007至2011年《哈利波特系列電影》中的貝拉·雷斯壯、2012年《孤星血淚》中的郝薇香小姐，還有2012年的《孤星淚》、2015年的《仙履奇緣》、2018年的《盜海豪情：8美千嬌》，以及2020年的《天才少女福爾摩斯》。她跟導演兼前同居伴侶添·布頓的合作，包括2003年的《大魚奇緣》、2005年的《怪誕屍新娘》、2005年的《朱古力獎門人》，她於2007年的《魔街理髮師》裡飾演洛維特夫人，以及在2010年的電影《愛麗絲夢遊仙境》中飾演，她的演出還有2012年的《怪誕黑家族》。
電視演出方面，寶咸·卡達於2009年BBC第四台的傳記電影《伊妮德》裡飾演兒童作家伊妮德·布萊頓一角，她憑此角色獲得了2010年國際艾美獎最佳女主角，並獲得英國電視學院獎最佳女主角的提名。她的其他電視電影作品包括1993年的《致命騙局》、2002年的《逃離巴格達》、2020年的《知味人生》及2013年的《波頓與泰勒》。從2019年至2020年，她在Netflix劇集《皇冠》的第三季及第四季中飾演瑪嘉烈公主。

## 早年生活
寶咸·卡達生於倫敦伊斯靈頓。她的父親雷蒙德·寶咸·卡達是一位出身於顯赫英國政治世家的商人銀行家，他於1960年代於華盛頓特區的國際貨幣基金組織擔任代表英倫銀行的候補英國董事；她的母親伊琳娜，其娘家姓普羅珀·德·卡列洪（Propper de Callejón），是一名具有西班牙背景（主要是猶太人背景）的西班牙裔心理治療師。寶咸·卡達有兩個哥哥，分別是愛德華與湯馬斯。他們在格德斯綠地長大，而她於南漢普斯特德高校接受教育，並在西敏公學完成她的普通教育高級程度證書教育。寶咸·卡達後來申請入讀劍橋大學英皇學院，但申請遭拒。
寶咸·卡達的母親於她五歲的時候患上了嚴重的神經衰弱，她需要三年的時間才能從中恢復過來。不久之後，她母親在治療方面的經驗讓她自己成為了一名心理治療師。寶咸·卡達自此以後付錢讓她閱讀其劇本，並對角色的心理動機提出意見。在她母親康復五年後，其父親被診斷出患有前庭神經鞘瘤。他在切除腫瘤的手術期間出現併發症導致中風，使他半身癱瘓得只能坐在輪椅上。在她的哥哥們讀大學的時候，寶咸·卡達跟被留下來協助照料其母親。後來，她為了《振翅高飛》中的角色而研究她父親的動作和舉止，其父親最終在2004年1月去世。

### 父系家族
海倫娜·寶咸·卡達的父親是樸茨茅夫（Portsmouth）的議會成員約翰·寶咸·卡達之後裔，而她的祖父母是英國自由黨政治家莫里斯·寶咸·卡達爵士，以及著名政治家、演說家和女權主義者維奧萊塔·寶咸·卡達夫人，而寶咸·卡達夫人亦是第一代牛津伯爵，以及第一次世界大戰前半段（1908-1916年）的英國首相—夏拔·亨利·阿斯奎斯的女兒。海倫娜·寶咸·卡達的舅公（阿斯奎斯的兒子）是執導1952年《貴在真誠》及1954年《卡林頓》等電影的知名英國導演安東尼·阿斯奎斯，阿斯奎斯的表弟妹分別是英國經濟學家、公務員與銀行家亞當·雷德利，以及英國政治家亞恩伯里的寶咸·卡特女性男爵—珍·寶咸·卡達。
海倫娜·寶咸·卡達是演員基斯賓·寶咸·卡達的遠親。她的其他遠親包括曾為漢普郡板球俱樂部打過一流板球的洛錫安·寶咸·卡達，而他的兒子—海軍中將斯圖爾特·寶咸·卡達爵士，他於兩次世界大戰中都曾服役於英國皇家海軍，他也是英國護士先驅弗羅倫斯·南丁格爾的表親。

### 母系家族
寶咸·卡達的外祖父是來自西班牙的外交官愛德華多·普羅珀·德·卡列洪，他於二戰期間從納粹大屠殺中拯救了數千名猶太人，為此他被公認為國際義人，並在去世後獲得反誹謗聯盟頒發的關懷勇氣獎。寶咸·卡達的外太公是波希米亞猶太人，其妻子（海倫娜的外太婆）是皈依天主教的猶太人。後來，他在西班牙駐華盛頓大使館擔任公使銜參贊。
寶咸·卡達的外祖母是來自猶太上流社會家庭的畫家—女男爵伊蓮·福爾德斯-普林格，她是尤金·福德-施普林格男爵（來自埃弗魯西家族和福德家族法國銀行家）與瑪麗-塞西爾·馮·施普林格的女兒，施普林格的父母分別是奧地利出生的實業家古斯塔夫·馮·施普林格男爵，而其母親來自德·科尼斯華特家族。伊蓮·福爾德斯-普林格在第二次世界大戰之後皈依天主教。伊蓮的妹妹是法國慈善家莉莉安·德·羅富齊（1916–2003），她是著名的羅富齊家族裡埃利·德·羅富齊男爵的妻子，她也在19世紀跟馮·施普林格家族裡的人再婚；莉莉安的另一個姐姐—杜麗絲·福爾德斯-普林格，是英國作家戴維·普賴斯-鍾斯的母親。

## 演藝生涯

### 早年工作與突破（1980-1990年代）
寶咸·卡達沒有接受過正式的表演培訓，她於高中時期曾加入戲劇社並演出廣告片，並憑著校內舞台劇《窈窕淑女》中伊萊莎一角而獲得電視演出的機會。由於父母罹病而打算從事學術研究的她毅然輟學，進入戲劇圈尋找演出機會。她於1979年透過贏得全國寫作比賽來進入該領域，並以這筆金錢來支付進入演員聚光燈名錄的費用。她在16歲的時候於電視廣告中完成她的專業表演處女作。她還在1983年的電視電影《玫瑰圖案》中扮演了一個小角色。
寶咸·卡達的首個擔任主角的電影角色是在1986年電影《夢斷英倫》中飾演簡·格雷，影評人對這部影片的有著褒貶不一的評價。她的突破性角色是在1985年的《翡冷翠之戀》中飾演露西·哈尼徹奇（Lucy Honeychurch），該片改編自愛德華·摩根·福斯特的1908年小說，該片於《夢斷英倫》後拍攝的，但提前兩個月上映。在1986-87季度期間，她還出現於劇集《邁阿密風暴》中作為當·莊遜的戀愛對象，後來跟狄·保加第於《幻像》中合作，跟斯圖爾特·格蘭傑於《心靈的冒險》合作，以及在《決定正確》中跟約翰·吉爾古德合作。寶咸·卡達原先是替《愛情中不能承受的痛》裡飾演貝絲·麥克尼爾（Bess McNeill）的角色，然而根據羅渣·伊拔的說法，由於「角色痛苦的心理和身體暴露」，使她在製作過程中退出。該角色後來由愛美莉·屈臣接替，後者憑著其演出而獲得奧斯卡獎的提名。
她的早期電影中扮演20世紀以前及20世紀早期的角色，尤其是在墨臣艾禾里製片的電影，使她被定型為「束腰女皇」及「英國玫瑰」。她對這個形象感到不安，她說：「這正如有人所說，我看起來像一隻臃腫的花栗鼠」。寶咸·卡達於1994年在英國情景喜劇《荒唐阿姨》裡出現於第二季的夢境片段中演出伊迪娜·季風的女兒—薩芳（Saffron），這通常由茱莉亞·莎華拉飾演。在整個連續劇中，曾經有人提到寶咸·卡達跟薩芳有著相似之處。
1996年，能夠操流利法語的寶咸·卡達於法國電影《影子遊戲》裡演出。同年，她在崔佛·納恩的《第十二夜》電影版中飾演奧利維亞（Olivia）一角。她早期職業生涯中的其中一個高潮是她於1997年的改編電影《三顆翼動的心》裡飾演詭計多端的凱特·克羅伊，該片於在國際上獲得高度評價，並讓她首次獲得金球獎和奧斯卡金像獎的提名。緊隨其後的是1999年的《搏擊會》，她在其中飾演的瑪拉·辛格（Marla Singer）讓她憑這個角色獲得帝國獎最佳英國女主角。

### 全球知名度與賣座電影（2000-2020年代）

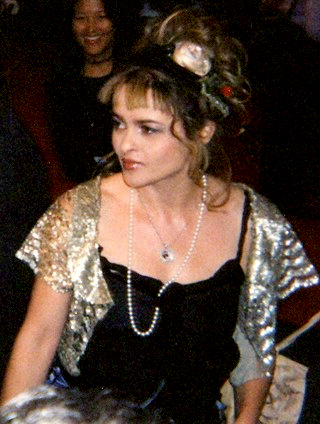
寶咸·卡達出席2005年多倫多國際電影節。

2001年8月，寶咸·卡達出現於雜誌《美信》。當她於ITV1的迷你劇《亨利八世》中試演安妮·博林的角色時，她飾演她的第二任英國女王；然而由於她在拍攝期間懷有第一個孩子，因此她的角色受到限制。2005年，她在定格動畫喜劇《超級無敵掌門狗之世紀大騙兔》裡聲演富有的貴族年老未婚女人—托廷漢姆夫人（Lady Tottingham）。這部電影是超級無敵掌門狗系列的一部分，她在當中跟賴夫·費恩斯和彼得·薩利斯一同主演。
寶咸·卡達是第59屆康城影展的評審團成員，該評審團一致選擇《風吹麥動》為為最佳電影。2006年5月，寶咸·卡達跟泳裝設計師薩曼莎·塞奇（Samantha Sage）一起推出了她自己的時裝系列《女式燈籠褲（The Pantaloonies）》，他們的第一個系列是以維多利亞時代的時尚風格精選的吊帶背心、頭巾式女帽及燈籠褲，該系列名為《盛放的燈籠褲（Bloomin' Bloomers）》。兩人合作設計了女式燈籠褲訂製牛仔褲，寶咸·卡達將其描述為「流浪漢上一種剪貼簿」。
寶咸·卡達於最後四輯哈利波特系列電影（2007-2011年）中扮演邪惡的女巫貝拉·雷斯壯。在拍攝《鳳凰會的密令》時，她意外把魔杖插進飾演奈威·隆巴頓的馬修·路易斯之耳道，不慎地把他的耳膜刺穿了。寶咸·卡達所飾演的貝拉·雷斯壯獲得正面評價，她被描述為「閃耀但未被充分利用的人才」。在史蒂芬·桑坦的老匯音樂劇改編電影《魔街理髮師》裡，她飾演著斯威尼·陶德（尊尼·特普飾）多情的幫兇—洛維特夫人，該片由添·布頓執導。寶咸·卡達憑著她的演出而獲得金球獎最佳音樂及喜劇類電影女主角的提名。她憑著《魔街理髮師》和《愛情交響曲》中的演出而獲得2007年標準晚報英國電影獎的最佳女主角，以及2009年第14屆帝國獎的最佳女主角。寶咸·卡達還演出未來戰士電影系列的第四輯電影《未來戰士2018》，她扮演著一個戲份很少但很關鍵的角色—天網的化身。
2009年，寶咸·卡達在改編自暢銷兒童讀物《古飛樂》的30分鐘動畫電影中聲演松鼠媽媽的旁白，該電影於2009年12月25日在BBC第一台播映。寶咸·卡達後來加入了添·布頓的2010年電影《愛麗絲夢遊仙境》的演員陣容，在當中飾演紅心皇后。她跟尊尼·特普、安妮·夏菲維、米雅·華絲歌絲姬、基斯賓·高化，及《哈利波特》同片演員阿倫·烈卡文一同演出，其角色是紅心王后與紅皇后的結合體。2009年初，寶咸·卡達與其他女演員如茱迪·丹芝、海倫·美蘭、瑪姬·史密芙、茱莉·安德絲及柯德莉·夏萍被評為《泰晤士報》有史以來最傑出的10位英國女演員之一。

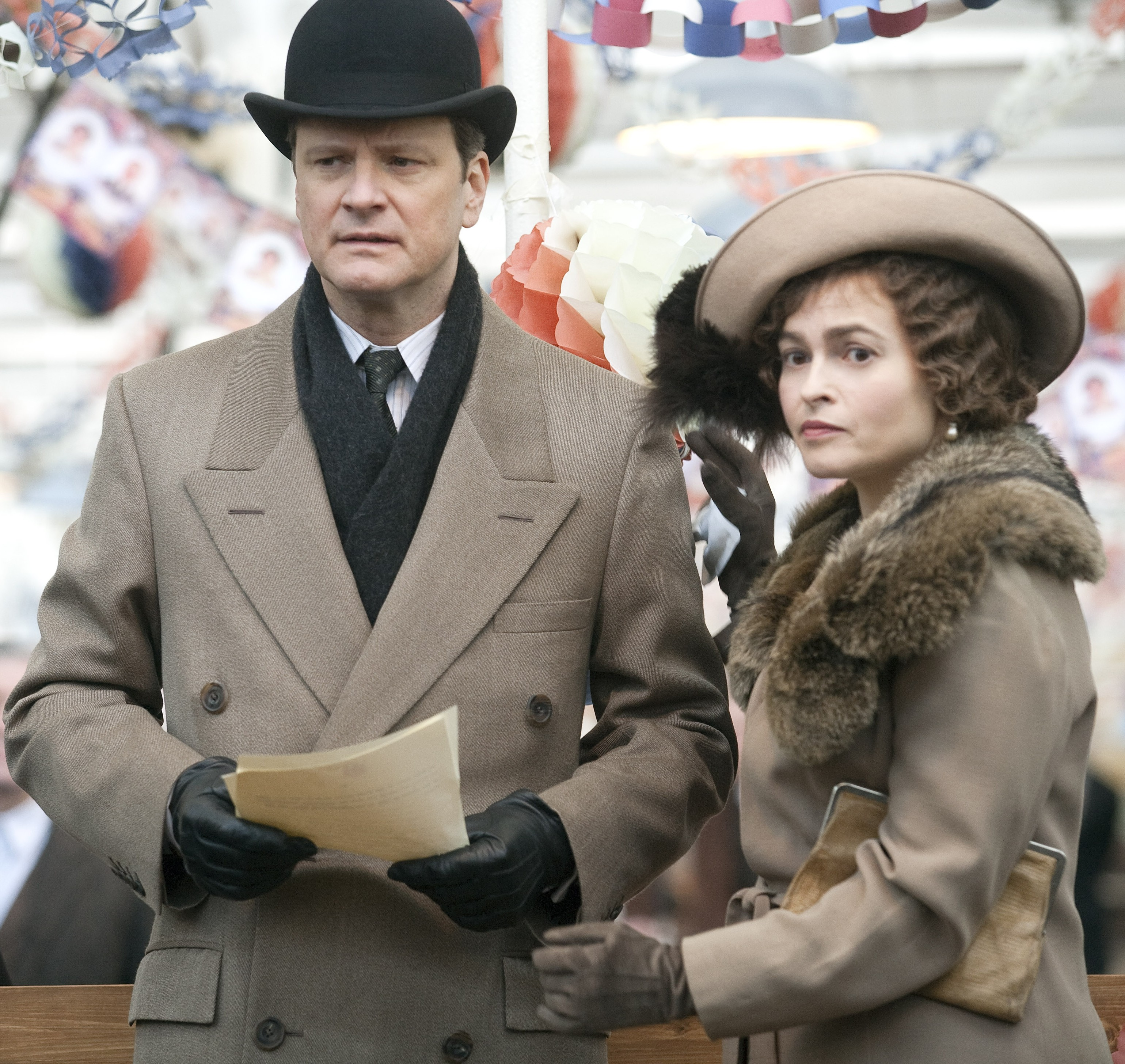
2009年，寶咸·卡達與哥連·費夫在《皇上無話兒》的拍攝現場。

2010年，寶咸·卡達在電影《皇上無話兒》中飾演伊利沙伯皇太后。截至2011年1月, 她的演出獲得了無數的掌聲與讚揚，包括英國電影學院獎最佳女配角和奧斯卡最佳女配角獎的提名。她贏得了她的第一個英國電影學院獎，但在奧斯卡金像獎落敗給《擊情手足》的梅麗莎·李奧。

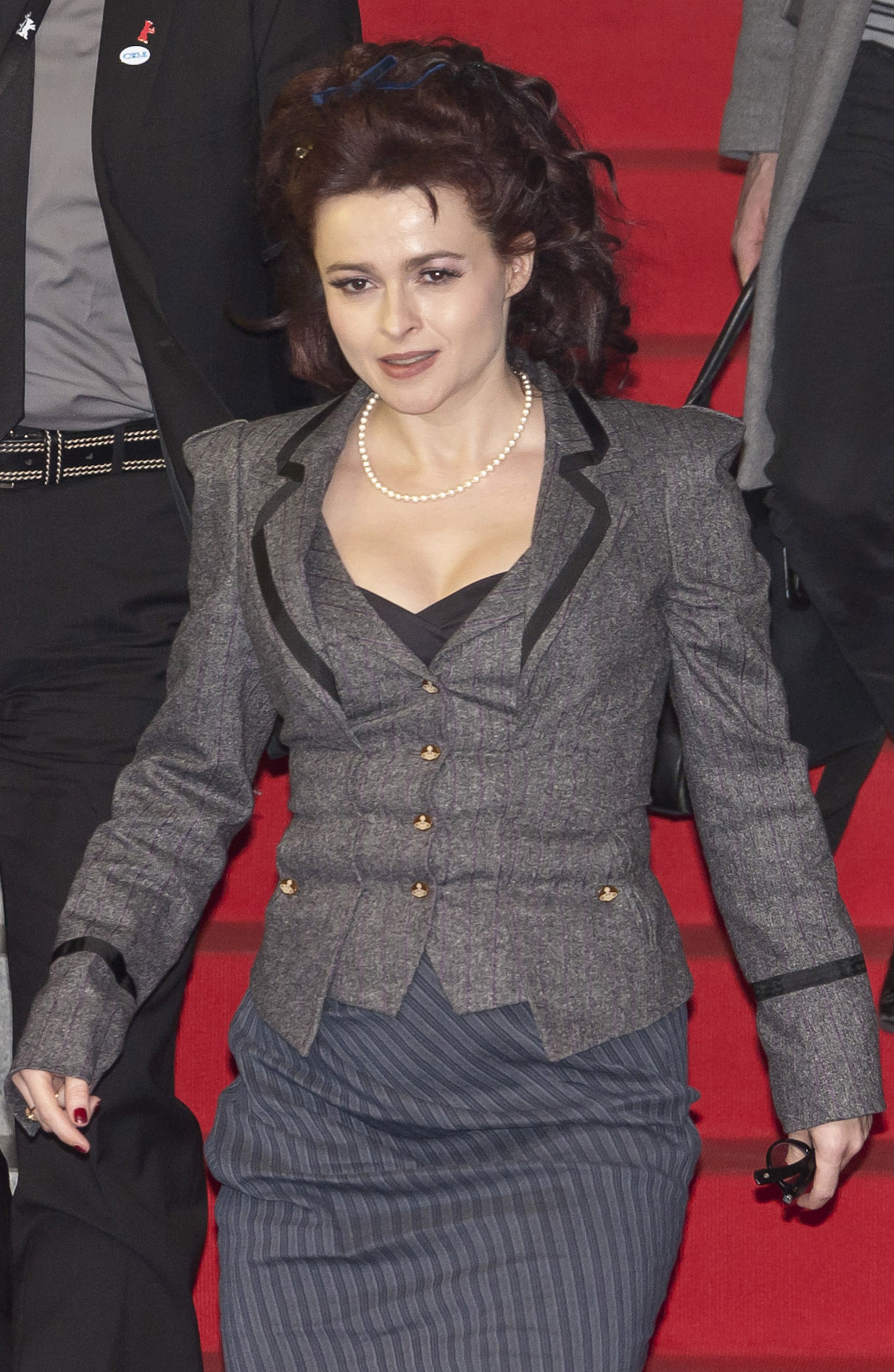
2011年，寶咸·卡達出席第61屆柏林影展。

寶咸·卡達簽約於英國廣播公司第四台的電視傳記片《伊妮德》中扮演著作家伊妮德·布萊頓，她跟馬菲·麥費恩和丹尼斯·勞森一同演出；這是銀幕上第一次描繪布萊頓的一生。她憑著《伊妮德》獲得了她的首個英國電影學院電視獎最佳女主角的提名。2010年，她跟費迪·夏摩亞一起主演了奈傑·斯萊特的傳記電影《知味人生》，該片攝於西密德蘭郡，並於2011年的柏林國際影展上大放異彩。2011年，她獲得大不列顛獎頒發的英國年度藝術家獎。
2012年，寶咸·卡達在米克·紐維爾根據查理斯·狄更斯的小說《遠大前程》改編的電影中飾演古怪而被拋棄的新娘郝薇香小姐—維多利亞時代哥特式小說中最有影響力的人物之一。2012年4月，她出現於洛福斯·溫萊特單曲的MV《Out of the Game》中，該歌曲收錄於溫萊特的同名專輯裡。她共同主演了音樂劇《孤星淚》的改編電影，她在當中飾演德納第夫人的角色。
該片於2012年上映。寶咸·卡達在同年5月17日公布將現身於里夫·拉森的小說《T·S·斯維特文選》的2013年改編電影，名為《天才少年奇妙旅程》。該片由尚-彼亞·桑里執導，她的選角跟嘉菲·比絲、凱爾·凱特萊特及哥林·奇·奈利同時宣布。她還演出了羅曼·波蘭斯基為服裝品牌Prada執導的短片，該短片題為《治療》，而她作為賓·京士利治療師的病人身份現身。
2013年，寶咸·卡達於電影《獨行俠》中飾演協助里德和通托定位找到卡文迪什的木製義肢妓院女子瑞德·哈靈頓。同年，寶咸·卡達替艾莉·埃西里開發的愛情文學互動選集《The Love Book App》朗誦了詩歌。同樣在2013年，寶咸·卡達在BBC第四台的《布頓與泰勒》中飾演伊利沙伯·泰萊，跟杜明尼·韋斯飾演的李察·波頓一起演出，該劇於2013年漢普頓國際電影節上首播。她在2015年和路·迪士尼《仙履奇緣》的真人版電影中飾演仙女教母。
2016年，寶咸·卡達在《愛麗絲夢遊仙境2：穿越魔鏡》中再次飾演紅皇后一角。2018年6月，她跟珊迪娜·布洛、姬蒂·白蘭芝、安妮·夏菲維及莎拉·寶森一起主演了《盜海豪情系列》三部曲的衍生外傳—《盜海豪情：8美千嬌》。她在Netflix劇集《皇冠》裡扮演年長的瑪嘉烈公主—寶咸·卡達透過其叔叔馬克而認識了她—而她取代了在前兩季飾演該角色年輕版本的雲妮莎·卻比。2020年，寶咸·卡達在改編自夏洛克·福爾摩斯的天才少女福爾摩斯系列的Netflix電影《天才少女福爾摩斯》中飾演尤多麗亞·福爾摩斯。

## 個人生活
2008年8月，寶咸·卡達的四名親屬於南非的一次野生動物園遊獵的巴士車禍中喪生，而她從拍攝《未來戰士2018》中獲得無限期休假，後來她回歸完成拍攝。同年10月上旬，寶咸·卡達成為了國家慈善機構—杜興氏慈善行動（Action Duchenne）的第一位贊助人，該慈善機構的建立旨在支持杜興氏肌肉營養不良症患者與家長。
2014年8月，在同年9月舉行的2014年蘇格蘭獨立公投中，寶咸·卡達成為了簽署一封致《衛報》反對蘇格蘭獨立運動信的200名公眾人物的其中之一。寶咸·卡達於2016年表示，她希望英國就該問題的公投留在歐盟。
2022年，寶咸·卡達被任命為倫敦圖書館館長的名譽職位，成為他們的首位女性館長。自1986年以來，她一直都是倫敦圖書館的成員。

### 關係
1994年，寶咸·卡達跟簡尼夫·班納在拍攝《瑪麗雪萊之科學怪人》時互相認識，當時班納仍然跟艾瑪·湯普遜有著婚姻關係期間發展婚外情。當時，湯普森的事業正處於飆升之中，而班納正在努力使他的第一部大預算電影（瑪麗雪萊之科學怪人）取得成功。在這件事發生後，班納跟湯普遜於1995年離婚。寶咸·卡達與班納在一起五年後便分開。湯普遜曾表示，她對寶咸·卡達「沒有惡意」，稱她跟班納的戀情為「橋下的血」。她解釋說：「你無法堅持那樣的事情。這是毫無意義的。我沒有精力去做。海倫娜跟我在多年以前就和好如初。她是個很棒的女人。」湯普遜、班納與寶咸·卡達後來都出現於《哈利波特系列》，而湯普遜與寶咸·卡達都出現於《鳳凰會的密令》中。
2001年，寶咸·卡達在拍攝《猿人爭霸戰》期間認識了美國導演添·布頓，並跟他建立並開展關係。布頓後來讓她演出他的其他電影，包括《大魚奇緣》、《怪誕屍新娘》、《朱古力獎門人》、《魔街理髮師》、《愛麗絲夢遊仙境》及《怪誕黑家族》。在他們分開之後，寶咸·卡達說：「如果他們不再在一起的話，一起工作可能會更容易。他總是讓我非常尷尬。」

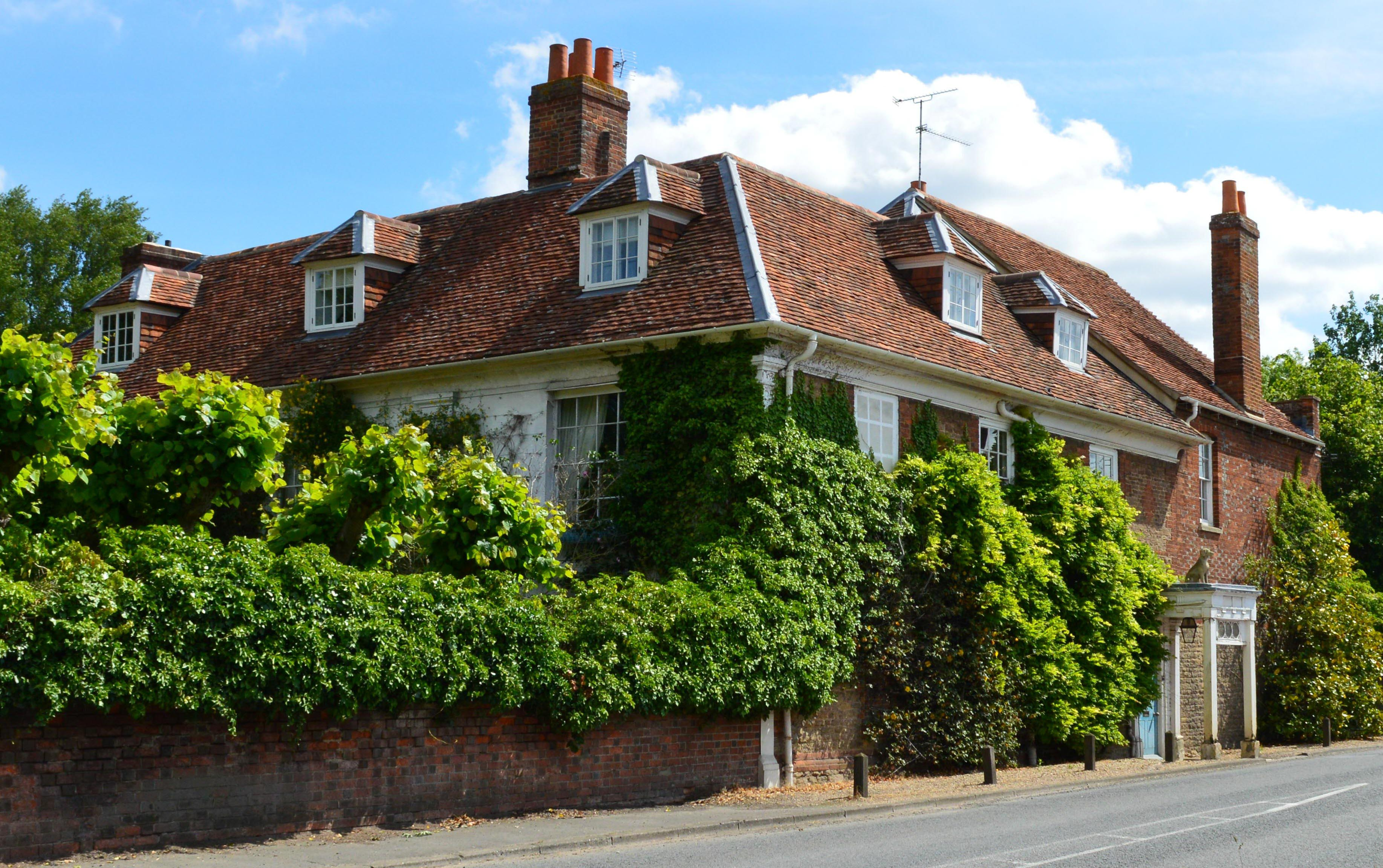
牛津郡的磨房房子，2006年由寶咸·卡達購下。

寶咸·卡達跟布頓居於倫敦貝爾塞斯公園的相鄰房屋中；她擁有其中一所房子，布頓後來購下了另一所，他們將兩者相聯起來。2006年，他們購下了位於牛津郡薩頓考特尼的磨房房子。該房子以前由她的祖母維奧萊塔·寶咸·卡達所租用，並由她的曾祖父夏拔·亨利·阿斯奎斯所擁有。寶咸·卡達與布頓並未結婚，兩人育有一子及一女。她向《每日電訊報》講述了她跟不孕的鬥爭，以及她在懷孕期間遇到的困難。她說，在女兒受孕之前，她跟布頓已經用兩年的時間作嘗試，儘管他們自然受孕，但他們也在考慮體外人工受精。2014年12月23日，兩人宣布他們已於當年較早時候「和平分手」，雙方共同撫養子女。關於分居的事，寶咸·卡達告訴《時尚芭莎》指：「每個人都說你要堅強，上唇要僵硬起來，但脆弱是可以的。…你必須採取非常小的步驟，你迷失了自己，有時你也會不知道下一步該去哪裡。」她補充說：「離婚的時候，你會經歷極度的悲痛——這是一種關係的死亡，所以這完全令人感到困惑。你的身份...一切...都會改變。」
自2018年起，寶咸·卡達一直跟藝術史學家懷伊·達格·霍姆博（Rye Dag Holmboe）發展關係。霍姆博比她年輕21歲。關於他們的年齡差距，寶咸·卡達在2019年跟《泰晤士報》說：「每個人都以不同的速度變老。我的男朋友成熟得令人難以置信。他是年輕身體中有著個老靈魂，我還能想要甚麼呢？人們對年長的女人都有點害怕，但他不是。女人年紀大了可以很厲害。」

### 媒體形象
寶咸·卡達以其非傳統和古怪的時尚感而聞名。《英國版Vogue雜誌》描述其服裝與行為上的深色風格為「古怪和無禮」。《名利場雜誌》把她列入「2010年最佳著裝榜單」上，她獲馬克·雅各布斯選為2011年秋冬廣告活動的代言人。她引用薇薇安·威斯活和瑪麗·安東妮列為影響她風格的主要因素。
2021年5月，寶咸·卡達演出英國傢俱零售商Sofology的一則廣告，帶領觀眾了解她對家居華麗的風格與奇特的怪癖。她於2021年為《時尚芭莎》寫了一篇文章，講述了路易斯·卡羅的《愛麗絲夢遊仙境》自從她小時候第一次閱讀這本書以來對其生活的影響：「從我懂事以來，我就是一個想要成為愛麗絲的女孩」，她補充指，「我家裡的每一個地方，每一個景觀都跟愛麗絲有關：青蛙男僕的燭台、茶杯的構造、茶壺燈、棋盤茶壺、超大號懷錶、尺寸過小的門、小兔子、看起來像鏡子的內部窗戶，以及看起來像窗戶的鏡子。」

## 演出作品

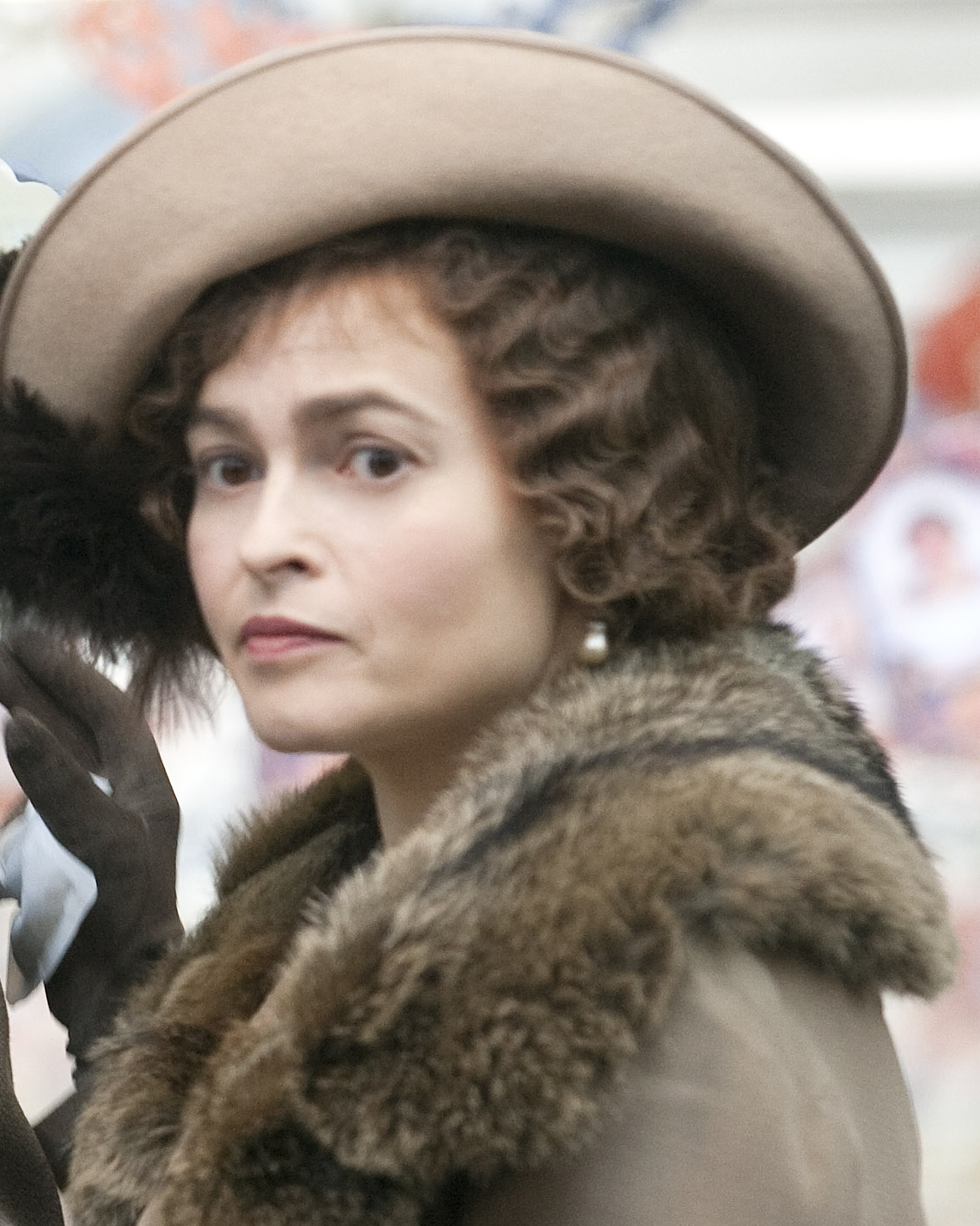
2009年12月，寶咸·卡特正在拍攝《皇上無話兒》。

### 電視
| 年份      | 劇集                                                                                  | 角色                                                        | 備註                   |
| --------- | ------------------------------------------------------------------------------------- | ----------------------------------------------------------- | ---------------------- |
| 1983      | 玫瑰圖案                                                                              | 納蒂·貝林格（Netty Bellinger）                              | 電視電影               |
| 1987      | 邁阿密風暴                                                                            | 特蕾莎·萊昂斯博士（Dr. Theresa Lyons）                      | 兩集                   |
| 1988      | 第二屏幕                                                                              | 祖·馬里納（Jo Marriner）                                    | 集數：幻像（系列四）   |
| 1989      | 劇場夜                                                                                | 雷娜·佩特科夫（Raina Petkoff）                              | 集數：手臂與那男人     |
| 1991      | 積卡諾里                                                                              | 讀者（Reader）                                              | 5集                    |
| 1993      | 舞蹈皇后                                                                              | 潘朵拉（Pandora） 茱莉（Julie）                             | 電視電影               |
| 1994      | 芭芭拉藤蔓之謎                                                                        | 成年的菲芙·賽文（Faith Severn）                             | 兩集                   |
| 1994      | 荒唐阿姨                                                                              | 夢·薩芳（Dream Saffron）                                    | 集數：醫院（Hospital） |
| 1994      | 很好的性別指南                                                                        | 她本人                                                      | 集數：#2.1             |
| 1996      | 偉大的戰爭與20世紀的塑造                                                              | 維拉·布里頓                                                 | 兩集                   |
| 1997      | 梅林                                                                                  | 摩根勒菲                                                    | 3集                    |
| 2002      | 巴格達現場直播                                                                        | 英格麗·福瑪尼克（Ingrid Formanek）                          | 電視電影               |
| 2003      | 亨利八世 (電視劇)                                                                     | 安妮·博林                                                   | 兩集                   |
| 2005      | 絕地7騎士（Magnificent 7）                                                            | 瑪姬·傑克遜（Maggi Jackson）                                | 電視電影               |
| 2009      | 伊妮德                                                                                | 伊妮德·布萊頓                                               | 電視電影               |
| 2010      | 知味人生                                                                              | 喬安·波特（Joan Potter）                                    | 電視電影               |
| 2011      | 人生苦短                                                                              | 她本人                                                      | 集數：#1.3             |
| 2013      | 布頓與泰萊                                                                            | 伊利沙伯·泰萊                                               | 電視電影               |
| 2014      | 諜戰風雲                                                                              | 瑪歌·泰瑞爾（Margot Tyrrell）                               | 電視電影               |
| 2014      | 諜戰風雲續集                                                                          | 瑪歌·泰瑞爾（Margot Tyrrell）                               | 電視電影               |
| 2015      | 行為規範（Codes of Conduct）                                                          | 艾瑟特爾·考夫曼（Esther Kaufmann）                          | 片斷剪輯的樣本片       |
| 2016      | 愛·妮娜                                                                               | 喬治（George）                                              | 5集                    |
| 2017      | 說再見（Saying Goodbye）                                                              | 她本人／旁述                                                | 紀錄片                 |
| 2019      | 魔水晶：抗爭時代                                                                      | 莫德拉·梅林（Maudra Mayrin） 所有的莫德拉（The All-Maudra） | 4集；聲演              |
| 2019      | 我祖輩的戰爭                                                                          | 她本人                                                      | 1集                    |
| 2019-2020 | Netflix的皇冠（（页面存档备份，存于） 皇冠 （页面存档备份，存于）                     | 瑪嘉烈公主 (斯諾登伯爵夫人)（页面存档备份，存于）           | 主角（17集）           |
| 2020      | 仙履奇緣：喜劇救濟的聖誕節啞劇 （Cinderella: A Comic Relief Pantomime for Christmas） | 德維拉夫人（Lady Devilla）                                  | 啞劇                   |
| 2020      | 昆汀布萊克的小丑（Quentin Blake's Clown）                                             | 旁白                                                        | 動畫電影               |
| 2021      | 清潔工                                                                                | 希拉（Sheila）                                              | 1集                    |
| 2022      | 哈利·波特20週年：重返霍格華茲                                                         | 她本人                                                      | HBO Max特備節目        |
| 2022      | 10%                                                                                   | 她本人                                                      | 集數：#1.2             |
| 2022      | 野孩子（Wild Babies）                                                                 | 旁白                                                        | 8集                    |
| 2023      | 史蒂芬·桑坦的《老友記（Old Friends）》                                                | 她本人                                                      | BBC演唱會特備          |
| 2023      | 諾莉                                                                                  | 諾艾兒·「諾莉」·戈登                                        | 3集                    |

### 廣播劇
| 年份 | 劇目                                           | 角色                                                        | 播放頻道                   |
| ---- | ---------------------------------------------- | ----------------------------------------------------------- | -------------------------- |
| 1985 | 春閨初戀                                       | 不詳（Unknown）                                             | BBC廣播四台                |
| 1988 | 最幸福的公主（The Happiest of All Princesses） | 不詳（Unknown）                                             | BBC廣播四台                |
| 1993 | 秘密花園                                       | 旁述（Narrator）                                            | 由法蘭西絲·霍森·柏納特所著 |
| 1993 | 鯨魚之歌（The Whales' Song）                   | 旁述（Narrator）                                            | 由戴安·謝爾頓所著          |
| 1994 | 海鷗                                           | 妮娜·米哈伊洛夫娜·扎列奇納亞（Nina Mikhailovna Zarechnaya） | BBC廣播四台                |
| 1994 | 這麼小的狗（A Dog So Small）                   | 旁述（Narrator）                                            | 由菲利帕·皮爾斯所著        |
| 1994 | 通往緞岸之路（The Way to Sattin Shore）        | 旁述（Narrator）                                            | 由菲利帕·皮爾斯所著        |
| 1995 | 情歌（Song of Love）                           | 不詳（Unknown）                                             | BBC廣播四台                |
| 1995 | 記住我（Remember Me）                          | 旁述（Narrator）                                            |                            |
| 1996 | 我佔領城堡                                     | 露絲（Rose）                                                | BBC廣播四台                |
| 1997 | 海邊的房子（A House by the Sea）               | 不詳（Unknown）                                             | BBC廣播四台                |
| 1997 | 安妮日記                                       | 旁述（Narrator）                                            |                            |
| 1998 | 幻燈（Lantern Slides）                         | 維奧娜·寶咸·卡特                                            | BBC廣播四台                |
| 2000 | 皆大歡喜                                       | 羅莎琳                                                      | BBC廣播四台                |
| 2004 | 魯賓斯坦之吻                                   | 不詳（Unknown）                                             | 延期                       |
| 2010 | 私生活                                         | 阿曼達（Amanda）                                            | BBC廣播四台                |

### 舞台劇
| 年份 | 劇目             | 角色                         | 演出地點                     |
| ---- | ---------------- | ---------------------------- | ---------------------------- |
| 1987 | 暴風雨           | 米蘭達（Miranda）            | 牛津劇場                     |
| 1988 | 白衣女郎         | 蘿拉·費爾利（Laura Fairlie） | 倫敦格林威治劇場             |
| 1989 | 乳燕歸巢         | 勞瑞爾（Laurel）             | 溫莎／僑福伊馮·阿諾劇院      |
| 1991 | 籠中的女兒       | 瑪格達萊娜（Magdalena）      | 諾丁漢劇場                   |
| 1992 | 西維爾的理髮師   | 露西娜（Rosina）             | 赫福郡屈福特之屈福特廣場劇院 |
| 1992 | 威爾斯的特里勞尼 | 伊莫金·派羅（Imogen Parrot） | 倫敦哈羅德·品特劇院          |

### 電子遊戲
| 年份 | 遊戲名稱                   | 聲音角色                        | 備註                                  |
| ---- | -------------------------- | ------------------------------- | ------------------------------------- |
| 2005 | 超級無敵掌門狗：世紀大騙兔 | 托廷漢姆夫人（Lady Tottingham） |                                       |
| 2018 | 使命召喚：黑色行動4        | 米雷拉夫人（Madame Mirela）     | 「亡者之夜（Dead of the Night）」地圖 |

### 音樂影片
| 年份 | 歌手          | 歌曲                        | 備註    |
| ---- | ------------- | --------------------------- | ------- |
| 2012 | 洛福斯·溫萊特 | 遊戲出局（Out Of The Game） | [ 107 ] |
| 2015 | 布萊恩·亞當斯 | 全新的一天（Brand New Day） | [ 108 ] |

## 獎項及提名
海倫娜·寶咸·卡特一直獲得多個獎項的提名與進一步成為得獎者，包括英國電影學院獎、影評人選擇大獎、國際艾美獎、美國演員工會獎，還有奧斯卡金像獎、金球獎、黃金時段艾美獎的提名。此外，她還獲得了其他著名獎項，例如洛杉磯影評人協會獎和英國國家評論協會獎。
寶咸·卡特憑著她對戲劇的貢獻而在2012年新年榮譽中獲頒司令勳章，而首相甘民樂於2014年1月宣布她已獲任命為英國新任的國家大屠殺委員會的成員。
| 年份 | 作品                       | 頒獎禮                                                                  | 獎項                                  | 結果 |
| ---- | -------------------------- | ----------------------------------------------------------------------- | ------------------------------------- | ---- |
| 1992 | 此情可問天                 | 英國電影和電視藝術學院獎                                                | 最佳女配角                            | 提名 |
| 1993 | 致命騙局                   | 金球獎                                                                  | 金球獎最佳迷你劇或電視電影女主角      | 提名 |
| 1994 | 瑪麗雪萊之科學怪人         | 土星獎                                                                  | 土星獎最佳電影女主角                  | 提名 |
| 1995 | 瑪格麗特的博物館           | 吉尼獎                                                                  | 加拿大銀幕獎最佳女主角                | 獲獎 |
| 1996 | 瑪格麗特的博物館           | Fantasporto國際奇幻電影獎                                               | 最佳女主角（Best Actress）            | 獲獎 |
| 1997 | 三顆翼動的心               | 英國電影和電視藝術學院獎                                                | 最佳女主角                            | 提名 |
| 1997 | 三顆翼動的心               | 金球獎                                                                  | 劇情類電影最佳女主角                  | 提名 |
| 1997 | 三顆翼動的心               | 美國演員工會獎                                                          | 最佳女主角                            | 提名 |
| 1997 | 三顆翼動的心               | 國家評論協會獎                                                          | 最佳女主角                            | 獲獎 |
| 1997 | 三顆翼動的心               | 衛星獎                                                                  | 最佳女主角                            | 提名 |
| 1997 | 三顆翼動的心               | 波士頓影評人協會獎                                                      | 最佳女主角                            | 獲獎 |
| 1997 | 三顆翼動的心               | 芝加哥影評人協會獎                                                      | 最佳女主角                            | 提名 |
| 1997 | 三顆翼動的心               | 影評人選擇大獎                                                          | 影評人選擇大獎最佳女主角              | 獲獎 |
| 1997 | 三顆翼動的心               | 達拉斯—沃斯堡影評人協會獎                                               | 最佳女主角                            | 獲獎 |
| 1997 | 三顆翼動的心               | 堪薩斯城影評人協會獎（Kansas City Film Critics Circle Award）           | 最佳女主角                            | 獲獎 |
| 1997 | 三顆翼動的心               | 拉斯維加斯影評人協會獎（Las Vegas Film Critics Society）                | 最佳女主角                            | 獲獎 |
| 1997 | 三顆翼動的心               | 洛杉磯影評人協會獎                                                      | 最佳女主角                            | 獲獎 |
| 1997 | 三顆翼動的心               | 國家影評人協會獎                                                        | 最佳女主角                            | 提名 |
| 1997 | 三顆翼動的心               | 紐約影評人協會獎                                                        | 最佳女主角                            | 提名 |
| 1997 | 三顆翼動的心               | 線上影評人協會獎                                                        | 最佳女主角                            | 提名 |
| 1997 | 三顆翼動的心               | 德州影評人協會獎                                                        | 最佳女主角                            | 獲獎 |
| 1997 | 三顆翼動的心               | 東南影評人協會獎（Southeastern Film Critics Association Awards）        | 最佳女主角                            | 獲獎 |
| 1997 | 三顆翼動的心               | 多倫多影評人協會獎                                                      | 最佳女主角                            | 獲獎 |
| 1997 | 梅林                       | 黃金時段艾美獎                                                          | 限定或選集系列或電影最佳女配角        | 提名 |
| 1997 | —                          | 波士頓電影節（Boston Film Festival）                                    | 電影優秀獎（Film Excellence Award）   | 獲獎 |
| 1998 | 三顆翼動的心               | 奧斯卡金像獎                                                            | 最佳女主角                            | 提名 |
| 1998 | 三顆翼動的心               | 英國電影學院獎                                                          | 最佳女主角                            | 提名 |
| 1998 | 三顆翼動的心               | 美國演員工會獎                                                          | 最佳女主角                            | 提名 |
| 1998 | 三顆翼動的心               | 倫敦影評人協會獎                                                        | 年度英國女演員                        | 獲獎 |
| 1998 | 三顆翼動的心               | 標準晚報戲劇獎                                                          | 最佳女主角                            | 提名 |
| 1998 | 振翅高飛                   | 衛星獎                                                                  | 衛星獎最佳女主角                      | 提名 |
| 2000 | 搏擊會                     | 帝國獎                                                                  | 最佳英國女演員                        | 獲獎 |
| 2001 | 猿人爭霸戰                 | 土星獎                                                                  | 最佳電影女配角                        | 提名 |
| 2002 | 猿人爭霸戰                 | 帝國獎                                                                  | 最佳英國女演員                        | 提名 |
| 2002 | 巴格達現場直播             | 金球獎                                                                  | 金球獎最佳迷你劇或電視電影女主角      | 提名 |
| 2003 | 巴格達現場直播             | 黃金時段艾美獎                                                          | 限定劇集或電影中的傑出女主角          | 提名 |
| 2003 | 我的心                     | 英國獨立電影獎                                                          | 最佳女主角                            | 提名 |
| 2005 | 愛情交響曲                 | 東京國際電影節                                                          | 最佳女主角                            | 獲獎 |
| 2005 | 超級無敵掌門狗之世紀大騙兔 | 安妮獎                                                                  | 專題製作配音演出卓越成就獎            | 提名 |
| 2006 | 超級無敵掌門狗之世紀大騙兔 | Zee電影獎                                                               | 最佳聲音女演員                        | 獲獎 |
| 2007 | 哈利波特：鳳凰會的密令     | 尖叫獎                                                                  | 尖叫女皇（Scream Queen）              | 提名 |
| 2007 | 愛情交響曲                 | 標準晚報英國電影獎                                                      | 最佳女演員                            | 獲獎 |
| 2007 | 魔街理髮師                 | 標準晚報英國電影獎                                                      | 最佳女演員                            | 獲獎 |
| 2007 | 魔街理髮師                 | 金球獎                                                                  | 最佳音樂及喜劇類電影女主角            | 提名 |
| 2007 | 魔街理髮師                 | 影評人選擇大獎                                                          | 影評人選擇大獎最佳整體演出            | 提名 |
| 2007 | 魔街理髮師                 | 土星獎                                                                  | 最佳電影女主角                        | 提名 |
| 2007 | 魔街理髮師                 | 倫敦影評人協會獎                                                        | 年度英國女演員                        | 提名 |
| 2008 | 魔街理髮師                 | 意大利在線電影獎（Italian Online Movie Awards）                         | 最佳女配角                            | 提名 |
| 2008 | 魔街理髮師                 | 尖叫獎                                                                  | 最佳恐怖女演員                        | 提名 |
| 2008 | 魔街理髮師                 | 英國國家電影獎                                                          | 最佳表現獎—女性                       | 提名 |
| 2009 | 魔街理髮師                 | 帝國獎                                                                  | 最佳女主角                            | 獲獎 |
| 2009 | 哈利波特：混血王子的背叛   | 尖叫獎                                                                  | 最佳演員團隊                          | 獲獎 |
| 2009 | 哈利波特：混血王子的背叛   | 尖叫獎                                                                  | 最佳反派                              | 提名 |
| 2009 | 未來戰士2018               | 尖叫獎                                                                  | 最佳客串                              | 提名 |
| 2010 | 伊妮德                     | 英國影視藝術學院獎                                                      | 英國影視學院獎最佳女主角              | 提名 |
| 2010 | 伊妮德                     | 黃金時段艾美獎                                                          | 國際艾美獎最佳女主角                  | 獲獎 |
| 2010 | 伊妮德                     | 廣播新聞協會獎                                                          | 最佳女主角                            | 提名 |
| 2010 | 愛麗絲夢遊仙境             | 喜劇電影獎（Comedy Film Awards）                                        | 最佳女配角                            | 提名 |
| 2010 | 愛麗絲夢遊仙境             | 英國國家電影獎                                                          | 年度最佳表現                          | 提名 |
| 2010 | 愛麗絲夢遊仙境             | 倫敦影評人協會獎                                                        | 年度英國女配角                        | 提名 |
| 2010 | 愛麗絲夢遊仙境             | MTV影視大獎                                                             | 最佳反派                              | 提名 |
| 2010 | 皇上無話兒                 | 美國演員工會獎                                                          | 最佳女配角                            | 提名 |
| 2010 | 皇上無話兒                 | 美國演員工會獎                                                          | 最佳演員表現                          | 獲獎 |
| 2010 | 皇上無話兒                 | 英國獨立電影獎                                                          | 最佳演員女配角                        | 獲獎 |
| 2010 | 皇上無話兒                 | 英國獨立電影獎                                                          | 英國獨立電影獎—理查德·哈里斯獎        | 獲獎 |
| 2010 | 皇上無話兒                 | 愛爾蘭電影與劇集獎                                                      | 最佳國際女演員                        | 提名 |
| 2010 | 皇上無話兒                 | 芝加哥影評人協會獎                                                      | 最佳女配角                            | 提名 |
| 2010 | 皇上無話兒                 | 影評人選擇大獎                                                          | 最佳女配角                            | 提名 |
| 2010 | 皇上無話兒                 | 影評人選擇大獎                                                          | 最佳整體演出                          | 提名 |
| 2010 | 皇上無話兒                 | 達拉斯—沃斯堡影評人協會獎                                               | 最佳女配角                            | 提名 |
| 2010 | 皇上無話兒                 | 丹佛影評人協會獎（Denver Film Critics Society Award）                   | 最佳女配角                            | 提名 |
| 2010 | 皇上無話兒                 | 底特律影評人協會獎                                                      | 最佳女配角                            | 提名 |
| 2010 | 皇上無話兒                 | 侯斯頓影評人協會獎                                                      | 最佳女配角                            | 提名 |
| 2010 | 皇上無話兒                 | 愛荷華影評人獎（Iowa Film Critics Award）                               | 最佳女配角                            | 提名 |
| 2010 | 皇上無話兒                 | 倫敦影評人協會獎                                                        | 年度英國女演員                        | 提名 |
| 2010 | 皇上無話兒                 | 北德克薩斯影評人協會獎（North Texas Film Critics Association Award）    | 最佳女配角                            | 提名 |
| 2010 | 皇上無話兒                 | 鳳凰城影評人協會獎（Phoenix Film Critics Society Award）                | 最佳女配角                            | 提名 |
| 2010 | 皇上無話兒                 | 鳳凰城影評人協會獎（Phoenix Film Critics Society Award）                | 最佳集體演出（Best Ensemble Acting）  | 提名 |
| 2010 | 皇上無話兒                 | 聖路易斯影評人協會獎                                                    | 最佳女配角                            | 提名 |
| 2010 | 皇上無話兒                 | 華盛頓特區影評人協會獎                                                  | 最佳女配角                            | 提名 |
| 2010 | 皇上無話兒                 | 荷李活電影節獎（Hollywood Film Festival Awards）                        | 年度最佳女配角                        | 獲獎 |
| 2010 | 皇上無話兒                 | 聖芭芭拉國際電影節                                                      | 最佳群戲（Best Ensemble Cast）        | 獲獎 |
| 2010 | 皇上無話兒                 | 英國電影和電視藝術學院獎                                                | 最佳女配角                            | 獲獎 |
| 2010 | 皇上無話兒                 | 金球獎                                                                  | 最佳電影女配角                        | 提名 |
| 2011 | 皇上無話兒                 | 奧斯卡金像獎                                                            | 奧斯卡最佳女配角獎                    | 提名 |
| 2011 | 皇上無話兒                 | 女性電影記者聯盟獎                                                      | 最佳女配角                            | 提名 |
| 2011 | 皇上無話兒                 | 女性電影記者聯盟獎                                                      | 最佳群戲                              | 提名 |
| 2011 | 皇上無話兒                 | 意大利在線電影獎（Italian Online Movie Awards）                         | 最佳女配角                            | 獲獎 |
| 2011 | 皇上無話兒                 | 英國國家電影獎                                                          | 年度最佳表現                          | 提名 |
| 2011 | 皇上無話兒                 | 帝國獎                                                                  | 最佳女主角                            | 提名 |
| 2011 | 哈利波特：死神的聖物2      | 聖地牙哥影評人協會獎                                                    | 最佳團體演出獎                        | 獲獎 |
| 2011 | 哈利波特：死神的聖物2      | IGN電影獎                                                               | 最佳群戲                              | 提名 |
| 2011 | 哈利波特：死神的聖物2      | 人民選擇獎                                                              | 最喜歡的群戲電影演員                  | 獲獎 |
| 2011 | 哈利波特：死神的聖物2      | 尖叫獎                                                                  | 最佳群戲                              | 提名 |
| 2011 | 哈利波特：死神的聖物2      | 華盛頓特區影評人協會獎                                                  | 最佳群戲                              | 提名 |
| 2011 | 知味人生                   | 廣播新聞協會獎                                                          | 最佳女主角                            | 提名 |
| 2011 | 孤星淚                     | 影評人選擇大獎                                                          | 最佳整體演出                          | 提名 |
| 2012 | 孤星淚                     | 美國演員工會獎                                                          | 最佳演員表演獎                        | 提名 |
| 2012 | 孤星淚                     | 國家評論協會獎                                                          | 最佳演員獎                            | 獲獎 |
| 2012 | 孤星淚                     | 衛星獎                                                                  | 最佳電影演員獎                        | 獲獎 |
| 2012 | 孤星淚                     | 俄亥俄州中部影評人協會獎（Central Ohio Film Critics Association Award） | 最佳群戲                              | 提名 |
| 2012 | 孤星淚                     | 鳳凰城影評人協會獎（Phoenix Film Critics Society Award）                | 最佳群戲                              | 提名 |
| 2012 | 孤星淚                     | 聖地牙哥影評人協會獎                                                    | 最佳團體演出獎                        | 提名 |
| 2012 | 孤星淚                     | 華盛頓特區影評人協會獎                                                  | 最佳群戲                              | 獲獎 |
| 2012 | 遠大前程                   | 北京電影節獎（Beijing Film Festival Awards）                            | 最佳女配角                            | 獲獎 |
| 2012 | 哈利波特：死神的聖物2      | MTV影視大獎                                                             | MTV影視大獎最佳搭檔                   | 獲獎 |
| 2012 | —                          | 倫敦影評人協會獎                                                        | 迪麗絲·鮑威爾獎（Dilys Powell Award） | 獲獎 |
| 2013 | 布頓與泰萊                 | 金球獎                                                                  | 金球獎迷你劇或電視電影最佳女主角      | 提名 |
| 2013 | 布頓與泰萊                 | 美國演員工會獎                                                          | 迷你劇或電視電影傑出女演員            | 提名 |
| 2013 | 布頓與泰萊                 | 衛星獎                                                                  | 迷你劇或電視電影最佳女主角            | 提名 |
| 2014 | 布頓與泰萊                 | 黃金時段艾美獎                                                          | 限定或選集系列或電影中的傑出女主角    | 提名 |
| 2014 | 布頓與泰萊                 | 英國電影和電視藝術學院獎                                                | 最佳女主角                            | 提名 |
| 2014 | 布頓與泰萊                 | 影評人選擇電視獎                                                        | 影評人選擇電視獎電影/迷你劇最佳女主角 | 提名 |
| 2015 | 女權之聲                   | 英國獨立電影獎                                                          | 最佳女配角                            | 提名 |
| 2017 | 愛麗絲夢遊仙境2：穿越魔鏡  | 兒童票選獎                                                              | 最喜歡的反派人物                      | 提名 |
| 2019 | 皇冠                       | 金球獎                                                                  | 最佳連續劇、迷你劇或電視電影女配角    | 提名 |
| 2019 | 皇冠                       | 美國演員工會獎                                                          | 傑出連續劇女演員                      | 提名 |
| 2019 | 皇冠                       | 美國演員工會獎                                                          | 傑出連續劇群戲演出                    | 獲獎 |
| 2019 | 皇冠                       | 評論家選擇電視獎                                                        | 最佳劇情類劇集女配角                  | 提名 |
| 2020 | 皇冠                       | 英國電影和電視藝術學院獎                                                | 最佳女配角                            | 提名 |
| 2020 | 皇冠                       | 金球獎                                                                  | 連續劇、迷你劇或電視電影最佳女配角    | 提名 |
| 2020 | 皇冠                       | 黃金時段艾美獎                                                          | 劇情類最佳女配角                      | 提名 |
| 2020 | 皇冠                       | 美國演員工會獎                                                          | 最佳劇集集體演出                      | 獲獎 |
| 2021 | 皇冠                       | 英國電影和電視藝術學院獎                                                | 最佳女配角                            | 提名 |
| 2021 | 皇冠                       | 黃金時段艾美獎                                                          | 劇情類最佳女配角                      | 提名 |